# Wilhelm Lorenz (général)
Pour les articles homonymes, voir Wilhelm Lorenz.
Wilhelm Lorenz (25 avril 1894 à Hambourg - 2 janvier 1943 à Demiansk) est un Generalmajor allemand qui a servi au sein de la Wehrmacht pendant la Seconde Guerre mondiale.
Il a été récipiendaire de la croix de chevalier de la Croix de fer. Cette décoration est attribuée pour récompenser un acte d'une extrême bravoure sur le champ de bataille ou un commandement militaire avec succès.

## Biographie
Wilhelm Lorenz est le fils du conseiller d'État Wilhelm Lorenz et de son épouse Margareta. Il s'engage le 4 avril 1912 comme porte-drapeau dans le 17e régiment de hussards, dans lequel il est nommé enseigne le 19 novembre 1912 et promu lieutenant le 20 août 1913.
Wilhelm Lorenz est blessé le 27 décembre 1942, et meurt de ses blessures le 2 janvier 1943 à Demiansk en Russie. Il est promu au grade de Generalmajor à titre posthume.

## Décorations
- Croix de fer (1914)
  - 2e Classe
  - 1re Classe
- Insigne des blessés (1914)
  - en Noir
- Croix d'honneur
- Agrafe de la Croix de fer (1939)
  - 2e Classe
  - 1re Classe
- Médaille du Front de l'Est
- Croix allemande en Or(3 octobre 1942)
- Croix de chevalier de la Croix de fer
  - Croix de chevalier le 28 décembre 1942 en tant que Oberst et commandant du Infanterie-Regiment 376[1]